# Camelot Falling
Camelot Falling ist das vierte Album der Mike McClure Band, einer US-amerikanischen Countryband.

## Titelliste
1. Into the Mystic – 4:46
2. Walkin on the Moon – 2:37
3. Eden Burning/Camelot Falling – 3:04
4. Where the Wild Ones Run – 3:28
5. Modelo – 3:14
6. Don't Fear to Tread – 3:58
7. Roll Another Number – 4:13
8. Mustang – 2:16
9. Sometimes It's Hard to Tell – 4:15
10. Remain – 3:46
11. Traveler – 3:19

## Hintergrund
Das Album folgte auf die im Jahr 2004 veröffentlichte Zusammenarbeit der Mike McClure Band mit den Burtschi Brothers. Es wurde am 13. September 2005 beim texanischen Plattenlabel Smith Entertainment veröffentlicht. Mike McClure, ehemaliger Sänger bei der Band The Great Divide, produzierte die CD selbst, an seiner Seite spielte unter anderem Schlagzeuger Eric Hansen. Camelot Falling enthält zwei Coverversionen bekannter Songs von Van Morrison (Into the Mystic) und Neil Young (Roll Another Number). Der Song Remain war bereits auf dem gleichnamigen The Great Divide-Album enthalten. Stilistisch wurde von der Seite Bärchen Records der starke Einfluss des Roots Rocks betont, dazu käme eine „kraftvolle Instrumentierung“. Neben Akustik- und Elektrikgitarren ist auf dem Album zudem eine Orgel zu hören, passend dazu wurde bei Allmusic McClures „Hingabe zu Gott“ bemerkt.

## Rezeption
Von der Seite Allmusic wurde das Album gut aufgenommen, es erhielt dreieinhalb von fünf Sternen. Es sei ein „solides Album“ mit „guten Songs“, das „Fans gefallen sollte“, so der Autor. Gelobt wurde der Mix aus Alternative- und klassischem Country. Ähnlich urteilte „Bärchen Records“, das betonte, wie gut McClure die Mischung aus „Retro und Gegenwart“ bewerkstellige. Gelungen seien zudem die Coverversionen der Van Morrison und Neil Young-Stücke.